# Mylagaulus
Mylagaulus (лат.) — род вымерших млекопитающих из вымершего семейства Mylagaulidae отряда грызунов. Жил во времена миоцена и плиоцена (23,03—4,9 млн лет назад) в Северной Америке на территории современных США (штаты Южная Дакота, Флорида, Небраска, Канзас).

## Классификация
По данным сайта Paleobiology Database, на август 2022 года в род включают 4 вымерших вида:
- Mylagaulus cambridgensis
- Mylagaulus elassos
- Mylagaulus kinseyi
- Mylagaulus sesquipedalistypus